# Sphingius nainitalensis
Espèce
Synonymes
- Sosticus nainitalensis Gajbe, 1979

Sphingius nainitalensis est une espèce d'araignées aranéomorphes de la famille des Liocranidae.

## Distribution
Cette espèce est endémique d'Uttarakhand en Inde,. Elle se rencontre vers Nainital.

## Description
La femelle holotype mesure 6,50 mm.

## Systématique et taxinomie
Cette espèce a été décrite sous le protonyme Sosticus nainitalensis par Gajbe en 1979. Elle est placée dans le genre Sphingius par Sankaran et Caleb en 2021.

## Étymologie
Son nom d'espèce, composé de nainital et du suffixe latin -ensis, « qui vit dans, qui habite », lui a été donné en référence au lieu de sa découverte, Nainital.

## Publication originale
- Gajbe, 1979 : « Studies on some spiders of the genus Sosticus from India (Araneae: Gnaphosidae). » Bulletin of the Zoological Survey of India, vol. 2, no 1, p. 69-74.